# 이스 I: 에인션트 이스 배니시드
《이스 I: 에인션트 이스 배니시드》(Ys I: Ancient Ys Vanished, 이스 I: 잃어버린 고대왕국 이스)는 니혼 팔콤이 제작한 액션 롤플레잉 게임이다. 팔콤의 숙련 프로그래머였던 하시모토 마사야와 시나리오 작가 미야자키 토모요시가 협력해 만든 게임으로, PC-8801용 컴퓨터 소프트웨어로 개발해 1987년 6월 21일 처음 발매되고 샤프 X1, PC-9801, FM-7 및 MSX2같은 일본제 컴퓨터로 이식됐다.
《이스 I》은 이후 니혼 팔콤의 주력 이스 시리즈의 첫번째 작품으로, 용감한 모험가 아돌 크리스틴이 에스테리아 섬에 드리운 악의 그림자를 내쫓고 먼 옛날 지상에 있다 사라진 이스 왕국의 비밀을 찾기위한 이야기를 다뤘다. 발매 직후 《이스 I》는 선풍적인 인기를 끌었고, 이후 패밀리 컴퓨터판이 발매되고 1988년에는 바로 뒷이야기를 그린 후속작 《이스 II》가 발매됐다. 서양 지역에선 세가 마스터 시스템 이식판과 MS-DOS 및 애플 IIGS 컴퓨터판을 통해 소개됐다. PC 엔진 CD로 발매된 《이스 I & II》를 필두로 리메이크도 꾸준히 제작됐다.

## 줄거리
옛날, 두 여신과 6신관은 이땅에 '이스 왕국'을 세웠다. 그리고 여신들의 흑진주로 '크레리아'라는 금속을 만들어, 날마다 번창해갔다. 하지만 비극은 시작되었다. 크레리아의 부작용으로 인해 '마'라는 존재가 생겨났다. 6신관들은 서둘러 '크레리아'를 땅속 깊숙히 봉인하였으니 이미 때는 늦었다. 살몬 신전으로 쳐들어 오는 '마'들의 공습. 결국은 그것을 피하기 위해 흑진주의 힘으로 이스의 중추인 살몬 신전을 천공으로 올려보냈다. 탄생된 마의 군대는 천공으로 올라간 이스를 향해 마력을 결집, 다암의 탑을 건조하여 이스를 추적한다. 언젠가부터 두 여신이 보이지 않게 되자, 다암의 탑이 더 이상 이스를 추적하지 않게 되었다.
이스가 천공으로 사라진 지 700년이 지났다. 마가 사라진 평화로운 에스테리아 섬에서는 이스의 역사를 거의 잊어갔다. 그러던 어느날 라스틴 광산에서 은이 발견되었다. 이 광물은 어촌이었던 에스테리아 주민에게 번영의 상징이 되었다. 하지만 여섯 신관의 후손,특히 마음을 다스리는 팩트의 후손은 사람들이 변해가는 것을 보고 은의 채굴을 반대하였다. 결국 팩트의 후손은 그가 구하려고 했던 사람들의 손에 의해 살해당하고 말았다. 이때 살아남은 아이가 팩트였다. 팩트는 부모님이 살해당하는 것을 숨어서 지켜볼 수밖에 없었고 사람들은 그를 다시는 보지 못했다.
은의 채굴이 계속해서 이루어졌고 결국 우려하던 일이 벌어지고 말았다. 여섯 신관이 봉인한 고대 광물 크레리아가 세상에 나온 것이었다. 어디에서인가 마의 힘을 얻게 된 다크 팩트의 음모라는 것을 알지 못했던 것은 사람들에게는 큰 불행이었다. 저주받은 광물 은 - '크레리아'가 출현한 후 거의 동시에 '마' 도 부활하였다. 마물이 출현하고 돌연히 발생한 에스테리아 주변의 폭풍의 결계는 외부의 접근도, 내부의 탈출도 불가능하게 만들었다. 그 이후 에스테리아는 저주받은 섬이 되었다. 대륙과의 왕래가 불가능하게 된 것이다.
하지만, 저너머 대륙의 프로마록 항에 붉은 머리의 청년이 있었으니.. 그의 이름은 아돌 크리스틴. 그의 정열과 남다른 호기심으로 인해, 그는 폭풍의 결계 돌파를 감행한다.

## 발매판
최초 출시판은 1987년 6월 일본제 컴퓨터 PC-8801, PC-9801, 샤프 X1 및 FM-7로 발매됐다. 이후 1987년 12월에 발매된 MSX2 버전에는 기존의 음악를 교체한 새 음악이 추가됐다. 이후 이 버전의 음악은 《이스 이터널》과 《이스 컴플리트》에도 재사용됐다.
1988년 패밀리 컴퓨터로 발매된 버전은 빅터 엔터테인먼트가 배급했다.  이 판의 경우 완전히 새롭게 디자인된 마을과 던전을 갖추고 있으며 새로운 최종 보스전이 추가됐다. 같은 해에 원작에 가깝게 재현된 세가 마스터 시스템판이 출시됐다. 세가 마스터 시스템판의 경우 최초로 북미 및 유럽 지역에도 번역돼서 《이스: 더 배니시드 오멘스》(Ys: The Vanished Omens)이라는 제목으로 출시됐다.
1991년 샤프 X68000로 리메이크가 발매됐다. 이 버전에선 보스 그래픽이 3D 프리렌더링으로 그려졌다.

### 이스 I & II
1989년 당시 CD 이미지를 활용한 기술로 돋보였던 콘솔 플랫폼 PC 엔진 CD으로 새로운 그래픽으로 무장하고 후속작까지 수록한 《이스 I & II》가 발매됐다. 미네아 마을에 도착하는 도입부 등 많은 추가장면이 생겼다. 또한 이 버전에선 《이스 I》를 클리어하자마자 바로 다음 편으로 이어지며, 플레이어 캐릭터의 능력치와 아이템도 그대로 승계된다. 이는 이후 마이크로소프트 윈도우로 제작된 리메이크 《이스 이터널》과 《이스 컴플리트》의 기반이 됐다.

## 음악
코시로 유조와 이시카와 메이코가 작곡한 《이스 I》의 배경음악은 1987년 당시 대부분 게임들이 짧은 효과음 따위만 지원한 것과 대조돼 큰 화제가 됐었다. 이후 롤플레잉 비디오 게임 역사에서 음악이 중요시되게 만드는 중요한 역할을 했다.

## 평가
| 평가 |                                   |
| --- | --------------------------------- |
| 통합 점수 통합사 점수 Sega Retro 86% (Master System) (13 reviews) [ 5 ] 평론 점수 평론사 점수 CVG 92% (Master System) [ 6 ] EGM Hit! (Master System) [ 7 ] ACE 920/1000 (Master System) [ 8 ] Defunct Games A (Master System) [ 9 ] RPGamer 3/5 (Master System) [ 10 ] 3/5 (Famicom) [ 11 ] RPGFan 94% (PC) [ 12 ] 75% (Mobile) [ 13 ] Sega Pro 85% (Master System) [ 14 ] Shin Force 8.9/10 (Master System) [ 15 ] S: The Sega Magazine 89% (Master System) [ 16 ] The Games Machine 90% (Master System) [ 17 ] Tilt 16/20 (Master System) [ 18 ] |                                   |
| 통합 점수 |                                   |
| 통합사 | 점수                              |
| Sega Retro | 86% (Master System) (13 reviews)  |
| 평론 점수 |                                   |
| 평론사 | 점수                              |
| CVG | 92% (Master System)               |
| EGM | Hit! (Master System)              |
| ACE | 920/1000 (Master System)          |
| Defunct Games | A (Master System)                 |
| RPGamer | 3/5 (Master System) 3/5 (Famicom) |
| RPGFan | 94% (PC) 75% (Mobile)             |
| Sega Pro | 85% (Master System)               |
| Shin Force | 8.9/10 (Master System)            |
| S: The Sega Magazine | 89% (Master System)               |
| The Games Machine | 90% (Master System)               |
| Tilt | 16/20 (Master System)             |

## 같이 보기
- 드래곤 슬레이어